# Índice de retención de Kovats
El índice de retención de Kovats o simplemente índice de Kovats o índice de retención es un método de cuantificación de los tiempos de elución relativa de los diferentes compuestos en cromatografía de gases, de forma que ayuda a identificar positivamente los componentes de una mezcla.
El método fue desarrollado por el químico suizo-húngaro Ervin Kováts (1927-2012).

## Expresión
El método aprovecha la relación lineal entre los valores del logaritmo del tiempo de retención, {\displaystyle log(t_{r}')}, y el número de átomos de carbono en una molécula. El valor del índice de Kovats suele representarse por I en las expresiones matemáticas. Su aplicación se limita a los compuestos orgánicos. Para la cromatografía isotérmica, el índice de Kovats viene dado por la ecuación
{\displaystyle I=100\times \left[n+(N-n){\frac {log(t_{r(desconocido)}')-log(t_{r(n)}')}{log(t_{r(N)}')-log(t_{r(n)}')}}\right]}
donde
{\displaystyle I=} índice de retención de Kovats 
{\displaystyle n=} número de átomos de carbono en el alcano más pequeño
{\displaystyle N=} número de átomos de carbono en el alcano más grande
{\displaystyle t_{r}'=} tiempo de retención ajustado.
Para una cromatografía de temperatura programada, el índice de Kovats está dado por la ecuación:
{\displaystyle I=\left[{\frac {t_{r(desconocido)}-t_{r(n)})}{t_{r(N)}-t_{r(n)}}}\right]*(100\times z)+(100\times n)}
donde
{\displaystyle I=} índice de retención de Kovats 
{\displaystyle n=} número de átomos de carbono en el alcano más pequeño
{\displaystyle N=} número de átomos de carbono en el alcano más grande
{\displaystyle z=} diferencia del número de átomos de carbono entre alcano más pequeño y el más grande,
{\displaystyle t_{r}=} tiempo de retención

## Valores del índice de retención
A continuación se indican algunos valores del índice de retención, I, en columna polar OV-275 y en columna no-polar de escualeno para algunas sustancias.
| Compuesto    | Pto. de ebullición (°C) | I ((OV-275) | I (escualeno) | Diferencia de I |
| ------------ | ----------------------- | ----------- | ------------- | --------------- |
| Benceno      | 80                      | 1434        | 653           | 781             |
| 1-butanol    | 118                     | 1596        | 590           | 1006            |
| 2-pentanona  | 102                     | 1512        | 627           | 885             |
| piridina     | 116                     | 1788        | 699           | 1089            |
| Nitropropano | 130                     | 1829        | 652           | 1177            |

Según estos datos, el benceno y el nitropropano no se separarían en una columna de escualeno (tienen igual valor del índice) pero sí se separarían en una columna polar OTV-275.